# Puchar Polski (województwo podkarpackie) w piłce nożnej mężczyzn (2021/2022)
W sezonie 2021/2022 Puchar Polski na szczeblu województwa podkarpackiego składał się z 2 rund, w których udział brali zwycięzcy pucharów okręgowych: JKS Jarosław (OPP Jarosław), Karpaty Krosno (OPP Krosno), Korona Rzeszów (OPP Rzeszów-Dębica) i Stal Stalowa Wola (OPP Stalowa Wola). Rozgrywki miały na celu wyłonienie zdobywcy wojewódzkiego Pucharu Polski i uczestnictwo na szczeblu centralnym Pucharu Polski w sezonie 2022/2023.
Obrońca tytułu Wisłoka Dębica nie zakwalifikował się do tej edycji pucharu, ponieważ przegrał w finale pucharu okręgowego OPP Rzeszów-Dębica z Koroną Rzeszów.

## Uczestnicy
| III liga            | IV liga                                          |
| ------------------- | ------------------------------------------------ |
| - Stal Stalowa Wola | - Karpaty Krosno - Korona Rzeszów - JKS Jarosław |

## 1/2 finału
Mecze półfinałowe rozegrano 31 maja i 1 czerwca 2022 roku.
| 31 maja 2022 | Karpaty Krosno                           | 2:1   | Korona Rzeszów  |  |
| 17:00        | 4' Tomasz Płonka · 84' Marek Fundakowski | (1:1) | 3' Paweł Piątek |  |

| 1 czerwca 2022 | JKS Jarosław | 0:1   | Stal Stalowa Wola |  |
| 17:00          |              | (0:0) | 64' Sławomir Duda |  |

## Finał
Mecz finałowy odbył się 22 czerwca 2022 roku. W nim Stal Stalowa Wola pokonała Karpaty Krosno 3:0 zdobywając Regionalny Puchar Polski w woj. podkarpackim i tym samym uzyskując możliwość do gry na szczeblu centralnym Pucharu Polski w sezonie 2022/23.
| 21 czerwca 2022 | Karpaty Krosno | 0:3   | Stal Stalowa Wola                            |  |
| 17:00           |                | (0:1) | 38', 70' Daniel Świderski · 48' Szymon Jopek |  |